# Ateneu Colón
L'Ateneu Colón és una entitat recreativa del barri del Poblenou de Barcelona.
Nascuda el 1889 al carrer de Pere IV, 166, va ser formada per un grup d'amics que van emetre bons per poder comprar cadires i moblar el local. Del 1903 al 1912 va travessar una forta crisi, que va determinar que canviés de nom, dient-se primer La Provenzal (1903-1907) i després Centre Nacionalista Republicà (1907-1912), per retrobar el nom d'Ateneu Colón fins que va desaparèixer l'entitat el 2014. El teatre i el ball van ser les seves activitats principals al llarg dels anys, i des dels anys setanta tenia una secció d'escacs que encara existeix. Durant la Guerra Civil va ser seu de les patrulles de control anarquistes i al seu local va ser detingut el bisbe de Barcelona, Manuel Irurita, raó per la qual en la postguerra s'hi va posar un monòlit amb una placa de marbre com a desgreuge. L'any 2000, l'entitat només tenia 90 socis.
L'edifici de la seu històrica de l'Ateneu Colón al carrer de Pere IV va ser enderrocat l'any 2005 com a conseqüència dels plans urbanístics que van permetre l'obertura del carrer de Llacuna. Aleshores l'entitat es va traslladar al carrer Pujades, 107 on s'hi van estar nou anys més fins que va tancar definitivament el desebre del 2014. En els últims temps només feien balls per a persones de la tecera edat.
La secció d'escacs va sobreviure al tancament de l'Ateneu però no van conservar res ni la memòria d'on venien ni l'arxiu. Aquesta entitat ha itinerant per diferents locals del barri i el 2025 tenien un local de lloguer en el passatge Pere Ripoll que està entre la rambla del Poblenou i el carrer Marià Aguiló. El 2025 tenia una massa social de 130 persones i 70 llicències federatives. El primer equip ha estat a la màxima categoria dels escacs catalans i compta amb jugadors campions d'Espanya. L'abril de 2016 perdé per la mínima a la darrera ronda de la primera divisió de la Lliga Catalana d'Escacs contra el Club Escacs Banyoles.